# Theodor Loesener
Ludwig Eduard Theodor Loesener (* 23. November 1865 in Berlin; † 2. Juni 1941 in Berlin-Steglitz) war ein deutscher Botaniker. Sein botanisches Autorenkürzel lautet „Loes.“

## Leben
Theodor Loesener studierte in Lausanne und an der Friedrich-Wilhelms-Universität zu Berlin Botanik und wurde in Berlin 1890 mit seiner Dissertation Vorstudien zu einer Monographie der Aquifoliaceen zum Dr. phil. promoviert. Loesener war nach seiner Promotion aufgrund seines Vermögens (sein Vater war Gymnasiallehrer für Naturwissenschaften und Zeichnen, seine Mutter stammte aus einer Hugenottenfamilie, die in Berlin eine bedeutende Gärtnerei betrieb) zunächst als Privatgelehrter tätig.
1896 ging er als Assistent an das Berliner Botanische Museum, wo er 1904 Kustos und 1912 zum Titular-Professor ernannt wurde. Sein wissenschaftlicher Schwerpunkt lag auf der systematischen Bearbeitung von Phanerogamen. Des Weiteren bearbeitete und veröffentlichte er die von Eduard und Caecilie Seler in Mexiko und Zentralamerika gesammelten Pflanzen. Loesener ist unter anderem Erstbeschreiber der Stechpalme Ilex guayusa.
Am 5. März 1906 wurde Theodor Loesener unter der Matrikel-Nr. 3207 als Mitglied in die Kaiserliche Leopoldinisch-Carolinische Deutsche Akademie der Naturforscher aufgenommen.
Theodor Loesener engagierte sich auch kommunalpolitisch und wirkte von 1908 bis 1912 als Gemeindeverordneter in Berlin-Steglitz.
1920 ging er aus politischen Gründen in den Ruhestand.
Er war seit 1891 mit einer Schweizerin verheiratet. Das Ehepaar hatte zwei Söhne.
Ihm zu Ehren wurden die Pflanzengattungen Loesenera Harms 1897 aus der Familie der Hülsenfrüchtler und Loeseneriella A.C.Sm. 1941 aus der Familie der Spindelbaumgewächse benannt.

## Schriften
- Vorstudien zu einer Monographie der Aquifoliaceen. Inaugural-Dissertation, Mesch & Lichtenfeld, Berlin 1890 (Digitalisat)
- Plantae Selerianae. Die von Dr. Eduard Seler und Frau Caecilie in Mexico und Centralamerica gesammelten Pflanzen. Geneve 1899 (Digitalisat)
- Monographia Aquifoliacearum. Pars I, Halle 1901 (Digitalisat)
- Monographia Aquifoliacearum. Pars II, Halle 1908 (Digitalisat)
- Prodromus florae Tsingtauensis. Die Pflanzenwelt des Kiautschou-Gebietes. Beihefte zum botanischen Centralblatt, 37, Abt. II, Heft 1, Dresden 1919 (Digitalisat)